# 19 frimaire
19 brumaire 19 nivôse
Le nonidi 19 frimaire, officiellement dénommé jour de la sabine, est le 79e jour de l'année du calendrier républicain.
C'était généralement le 9e jour du mois de décembre dans le calendrier grégorien.